# 静間川

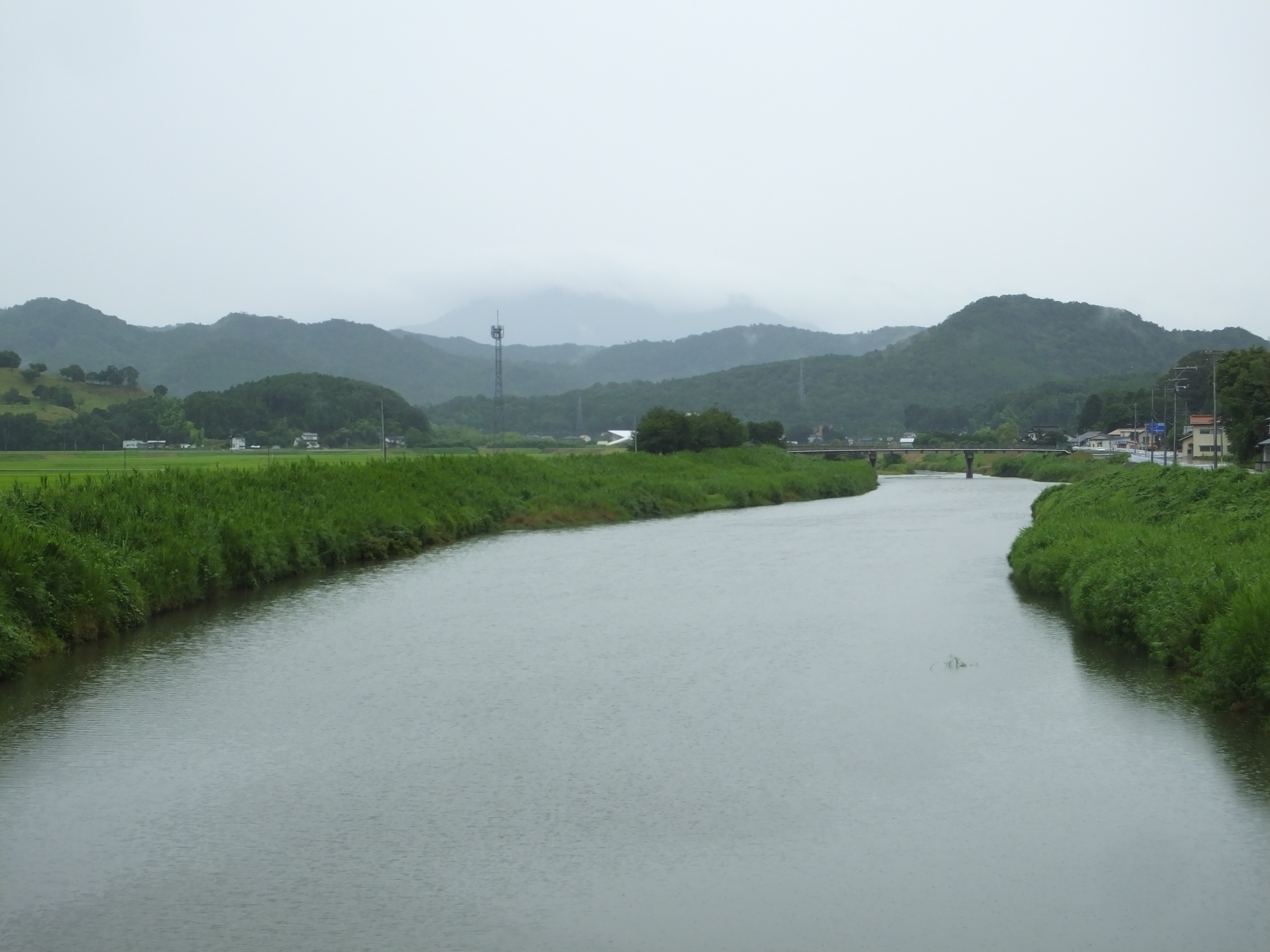
的場橋より上流方

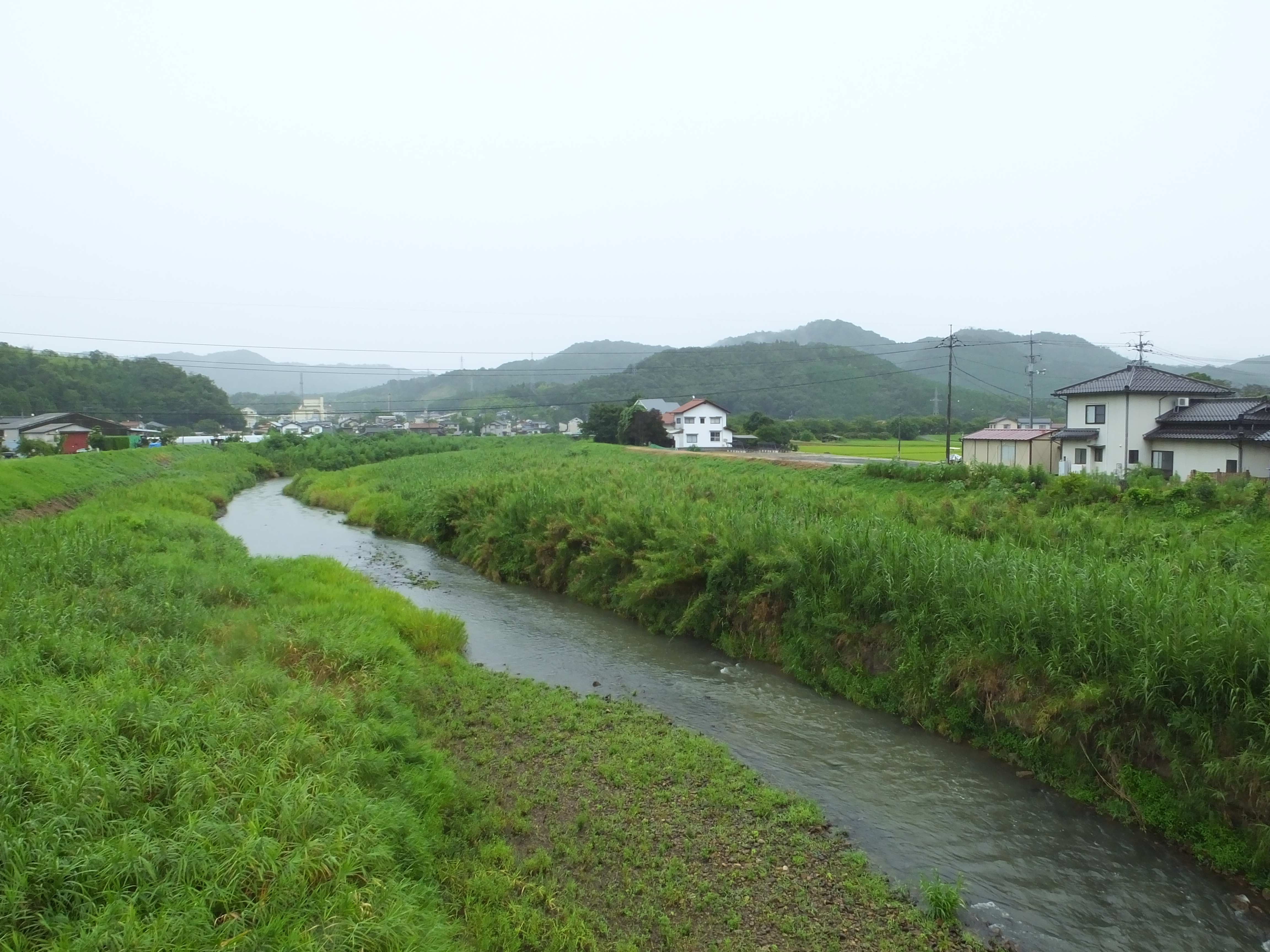
行恒橋より上流方

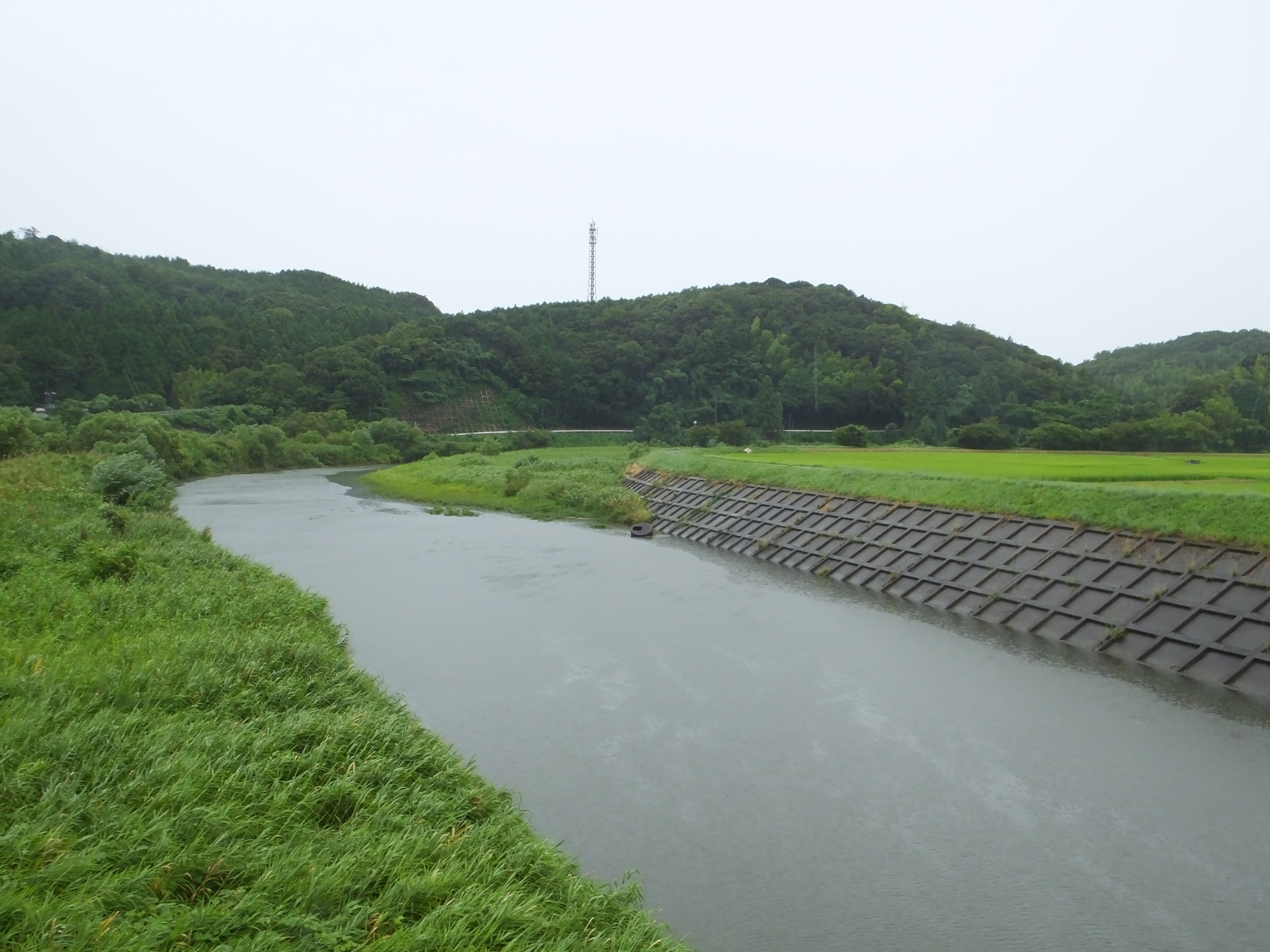
三瓶川合流後・河口付近（正原橋より下流方）

静間川（しずまがわ）は、島根県大田市を流れる市内最大の二級河川。島根県内の二級水系では、三隅川に次ぐ流域面積を擁する。

## 地理
大田市三瓶町池田、三瓶山（男三瓶山）の西側斜面・茶臼山との谷間に源を発し西流する。水源付近は池田集落のある盆地だが、大江川を合わせた後渓谷へ入る。島根県道30号三瓶山公園線が流路に沿っており、南からいくつかの支流を集めて流量を増してゆく。瓜坂付近より周囲が徐々に開け、川合にて忍原川を合わせると河川幅が広がり、流れを北へ変える。吉永手前より徐々に西へと向きを変え、複数の二級河川を合わせて北西へ進む。島根県道321号久利静間線が沿う流路には、小規模な集落が山麓部に点在している。下流部にて水源部より並流してきた最大支流三瓶川を合わせると西へ折れ、蛇行しながら日本海へ注ぐ。
大田市街地を貫流する支流の三瓶川に対し、本流は流域人口の少ない流路である。支流の銀山川の上流は、名称の通り石見銀山遺跡が広がる。

## 治水
静間川では1951年（昭和26年）に中小河川（広域基幹）改修事業が認可され、1956年（昭和31年）度より河川改修が行われてきた。旧河川は幅狭であったが、災害対策のため河川幅が大幅に拡幅され、護岸も整備されている。施工延長10.15km・総事業費1,556百万円に及び、1989年（平成元年）度に完了した。支流の忍原川でも並行して1980年（昭和55年）度から1987年（昭和62年）度にかけ、1,250mにわたり河川改修が行われた。また三瓶川では三瓶ダムの建設が行われた。1971年（昭和46年）度より予備調査が開始され、1984年（昭和59年）度に着工・1996年（平成8年）度に竣工している。その後河口付近の笹川との合流地点に土砂が堆積したため、2005年（平成17年）度から2007年（平成19年）度にかけて土砂掘削が行われた。
流域は優良農地が多く、源流部に至るまで旧来から営農が盛んな地域である。河川上には農業用の固定堰が数多く築かれていたが、昭和40年代以降の度重なる豪雨によって堰が流出し、河川管理・災害対策上問題があるとして昭和50年代までに大半が可動堰に付け替えられた。これらの設備は老朽化が進んでいるため、農業用河川工作物応急対策事業による改修が進められている。
現在のところ、策定見通しの河川整備基本方針・河川整備計画が島根県内で唯一未策定である。

## 水質
静間川で水質汚濁が起こるとそれは陶土採掘によるものと考えられていたが、実際は排水や農業肥料の流入による窒素量の基準値超過・富栄養化によるものであることが2000年代に明らかになり、問題とされたことがある。流量が少ないにもかかわらず、水源部に瓦工場・畜産団地を抱えており流域の生活排水も未処理のまま流れていることから、水質が悪化したということである。これに応じて、定期的な水質調査及び静間川愛護同盟や水質保全対策協議会と連携の上、公共下水道や合併処理浄化槽を整備することで生活排水の処理体制の構築を図った。下流域での水道水源としての利用は多いが、現在は良好な水質を維持している。

## 支流
上流より掲載、太字は二級河川
- 池田川
- 大江川
  - 仲上川
  - 神門土川
- 西田川
- 槇原川
- 地蔵川
- 忍原川
  - 滝谷川
- 大仙川上谷川
- 矢谷川
- 安谷川
  - 別狙川
- 銀山川
  - 田神川
  - 永泉寺谷川
  - 火発場谷川
  - 亀谷川
    - 佐摩川

  - 杉追谷川
  - 戸蔵川
- 三瓶川
  - 長谷川
  - 牛尻川
- 笹川

## 主な橋
上流より掲載
- 三瓶橋 - 島根県道30号三瓶山公園線
- 一の瀬橋
- 岩谷橋
- 浅原橋
- 川合大橋 - 島根県道288号瓜坂川合線
- 南橋
- 川合橋 - 国道375号
- 高瀬橋
- 野田橋
- 新野田橋
- 尋牛橋
- 坂口橋
- 長縄橋
- 行恒橋 - 島根県道46号大田桜江線（山陰道）
- 三内子橋
- 大井後橋
- 的場橋
- 八日市橋
- 法尺橋
- JR山陰本線橋梁
- 落合橋
- 静間橋 - 国道9号
- 正原橋
- 静間橋 - 島根県道287号静間久手停車場線